# Semiothisa irregulata
Semiothisa irregulata là một loài bướm đêm trong họ Geometridae.